# Ophthalamia
Ophthalamia är ett svenskt doom/black metal-band, bildat 1989.

## Biografi
Bandet bildades av sångaren Jim "All" Berger och gitarristen Tony "It" Särkkää 1989. Ophthalamia är namnet på den fantasivärld skapad av "It", som bandets texter handlar om. Ophthalamia är en mörk värld där inget skratt och ingen glädje finns, regn och sorg råder, och över allt härskar den onda gudinnan Elishia.

## Medlemmar
Senaste medlemmar
- It (Tony Särkkä) – gitarr, sång (1989–1998; död 2017)
- All (Jim Berger) – sång (1989–1994, 1996–1998)
- Night (Emil Nödtveidt) – basgitarr (1995–1996), gitarr, sång (1995–1998)
- Mist (Mikael Schelén) – basgitarr (1996–1998)
- Bone (Ole Öhman) – trummor (1997–1998)

Tidigare medlemmar
- Winter (Benny Larsson) – trummor (1989–1996)
- Shadow (Jon Nödtveidt) – sång (1992–1994; död 2006)
- Mourning (Robert Ivarsson) – basgitarr (1994)
- Legion (Erik Hagstedt) – sång (1994–1995)

Turnerande medlemmar
- Mäbe (Mattias Johansson) – gitarr

Bidragande musiker (studio)
- Shadow (Jon Nödtveidt) – sång (1994; död 2006)
- All (Jim Berger) – sång (1994)
- Day Disyraah (Dan Swanö) – sång, gitarr (1994)
- Axa (Alexandra Balogh) – sång (1994, 1995)

## Diskografi
Demo
- 1991 – A Long Journey
- 1992 – Journey to Darkness (kassett)

Studioalbum
- 1994 – A Journey in Darkness (CD/LP)
- 1995 – Via Dolorosa) (CD/LP)
- 1998 – A Long Journey (CD) (nyinspelning av A Journey in Darkness)
- 1998 – Dominion (CD)

Samlingsalbum
- 1997 – To Elishia (CD)